# 박태성 (배우)
박태성(1982년 3월 20일 ~ )는 대한민국의 배우이다.

## 출신 학교
- 신성고등학교

## 출연작

### 드라마
- EBS 《감성세대》 (1997년~1998년) ... 박태성 역
- EBS 《내일》 (1998년) ... 특별출연
- EBS 《네 꿈을 펼쳐라》 (1999년~2000년) ... 우하룡 역
- EBS 《초등 3년 영어 - Michael, my friend》 (2001년) ... 맹철규 역
- EBS 《학교 이야기》 (2001년~2003년)
- OCN 《특수사건전담반 TEN》 (2011년 ~ 2012년) ... 마약범 역
- SBS 《아름다운 그대에게》 (2012년) ... 창연 역 (특별출연)
- MBC 《마의》 (2012년)
- tvN 《푸른거탑》 (2013년) ... 독고일, 독고이 역 (특별출연)
- tvN 《연애 말고 결혼》 (2014년) ... 의사 역
- 웹드라마 《미안해》 (2016년) ... 이경수 역
- SBS 《미세스 캅 2》 (2016년) ... 원종대 역
- tvN 《굿 와이프》 (2016년) ... 우성 역
- MBC 《병원선》 (2017년) ... 강용수 역
- OCN 《보이스 2》 (2018년) ... 강종석 역
- KBS 2 《닥터 프리즈너》 (2019년) ... 라일권  역

### 영화
- 2003년 《마들렌》 ... 김종현 역
- 2008년 《우동 한 그릇》
- 2011년 《패는 여자》 ... 나상팔 역
- 2011년 《마이 웨이》 ... 조선인기자 역
- 2013년 《명왕성》 ... 문학선생 역
- 2015년 《어우동: 주인 없는 꽃》 ... 김집 역
- 2019년 《비스트》 ... 교도관 역

### 방송
- 2009년 ~ 2011년 《재밌는 TV 롤러코스터》
- 2010년 《롤러코스터 플러스 연애빅뱅》

### 뮤지컬
- 《미라클》 (2008년) ... 희동 역
- 《로미오 & 베르나뎃》 (2008년) ... 립스 역
- 《화장을 고치고》 (2008년) ... 지섭 역
- 《클레오파트라》 (2009년) ... 루피우스 역
- 《락시터》 (2009년 ~ 2010년) ... 가제복 역
- 《스켈리두》 (2009년) ... 이수민 역
- 《마법사들 시즌 2》 (2010년) ... 명수 역
- 《달 콤》 (2012년) ... 탁태성 역

### 공연
- 《벚꽃동산》 (2008년) ... 야샤 역